# 長谷川産業

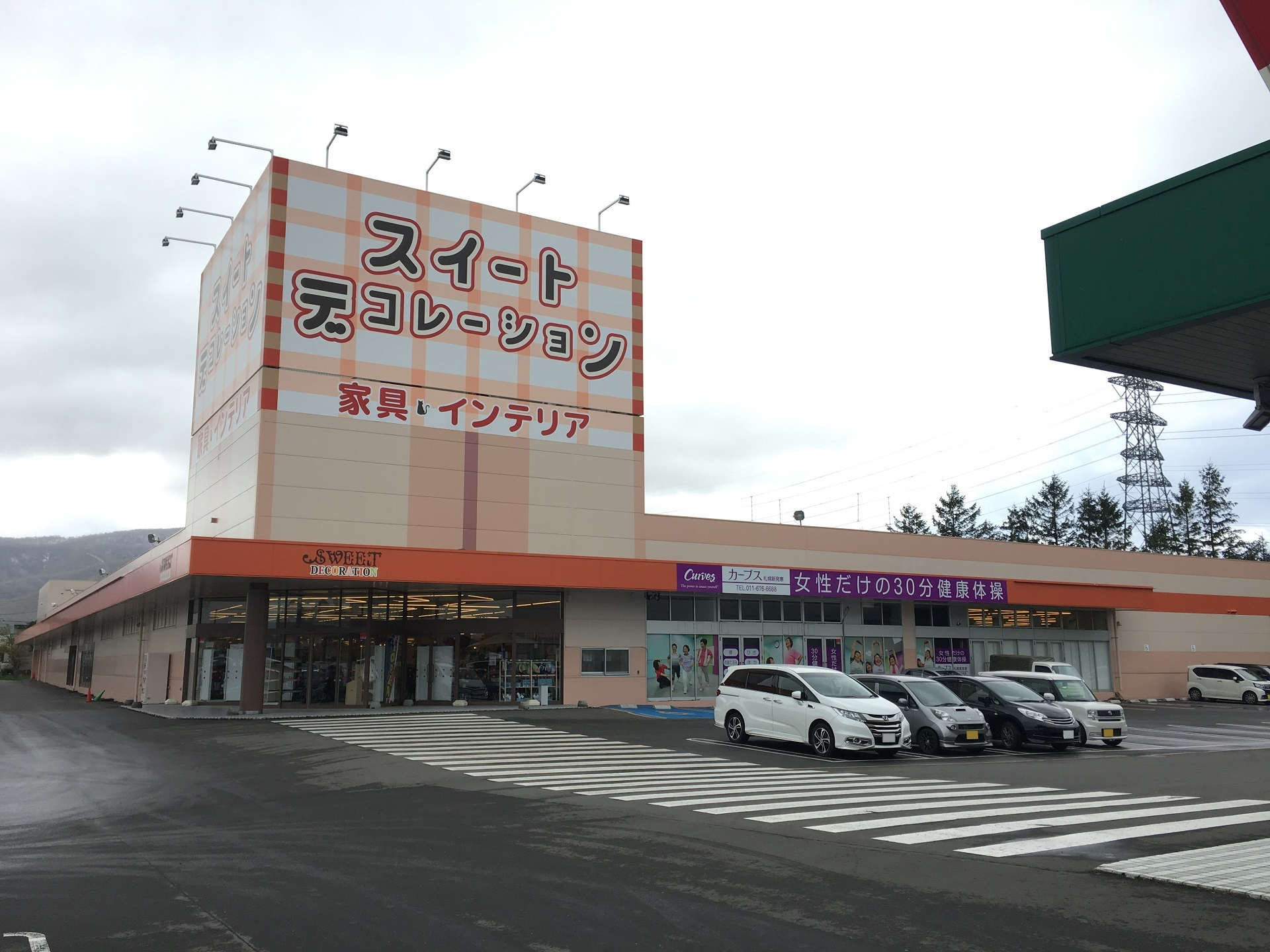
スイートデコレーション新はっさむ店

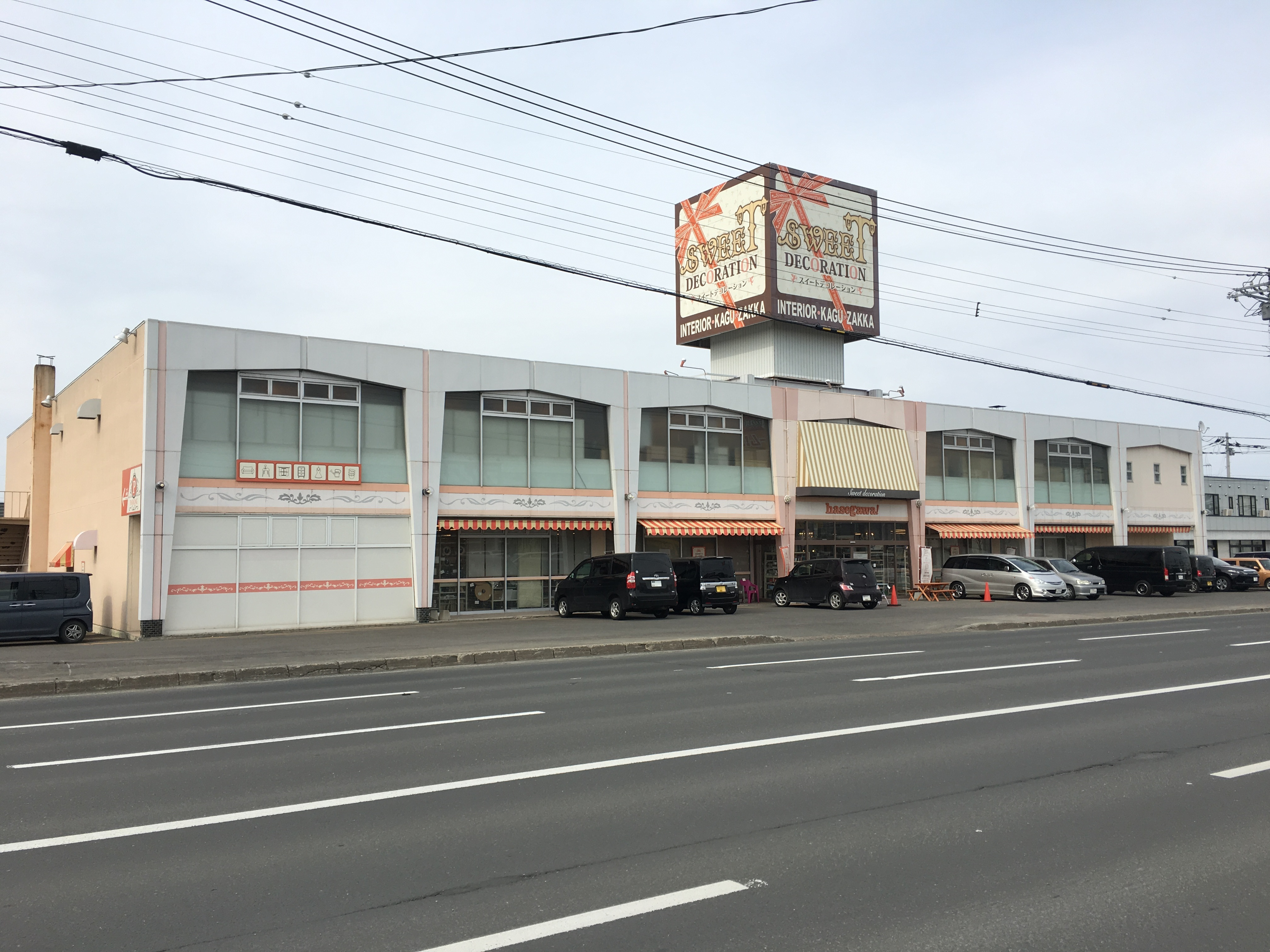
スイートデコレーション北見みわ店

長谷川産業株式会社（はせがわさんぎょう）は北海道帯広市を拠点に運営する家具・インテリア小売業。

## 概要
長谷川グループの中枢核であり、家具・インテリアの販売事業店舗スイートデコレーション及び住まいの長谷川を運営。

## 沿革
- 1950年（昭和25年）10月25日[1] - 「長谷川産業商会」の名称で創業[3]。
- 1953年（昭和28年）6月18日[1] - 法人化[4]。
- 1967年（昭和42年） - 「住まいのデパート長谷川」の店舗名の使用を開始[3]。
- 2003年（平成15年） - 「スイートデコレーション」の店舗名の使用を開始[3]。

## 関連企業
- ワールドホーム株式会社
- ライフサンソフト株式会社
- 長谷建株式会社
- ライフ流通株式会社
- アーバンホーム株式会社
- 株式会社北海道ジェフサ
- トータルリース株式会社
- 株式会社H・O・C
- 株式会社ノースモバイル
- フォーエイチシステム株式会社
- 株式会社アベレージ・アップ
- 十勝の未来と通信を考える株式会社